# Cour suprême (Côte d'Ivoire)
Pour les autres articles nationaux ou selon les autres juridictions, voir Cour suprême.
La Cour suprême de Côte d'Ivoire est l'instance la plus élevée de l'appareil de justice du pays. Elle connaît des recours exercés contre les arrêts rendus par les cours d'appels, ou encore contre les jugements rendus, en dernier ressort, par les tribunaux de première instance ou leurs sections. La Cour suprême est constituée d’une chambre administrative, d’une chambre judiciaire et d’une chambre des comptes.
Les dernières révisions constitutionnelles en Côte d'Ivoire prévoyaient le remplacement de la Cour suprême par trois juridictions spécifiques et autonomes   : un Conseil d’État, une Cour de cassation et une Cour des comptes. Si ces nouvelles institutions ont bien été créées, la cour suprême est toujours en activité.